# Skattörnskata
Skattörnskata (Lanius melanoleucus) är en afrikansk fågel i familjen törnskator inom ordningen tättingar.

## Utseende och läten
Skattörnskatan är en mycket stor (40-50 cm) och långstjärtad, mestadels svart törnskata. Den har även ett tydligt kontrasterande vitt band på tertialerna, vit övergump och vita handpennebaser, de senare mycket synliga i flykten. Honan har blekare flanker och kortare stjärt, medan ungfågeln är matt svartbrun. Populationen i östra Afrika (aequatorialis, se nedan) har även kortare stjärt hos hanen. Lätet är ett fylligt, visslande "peeleeo".

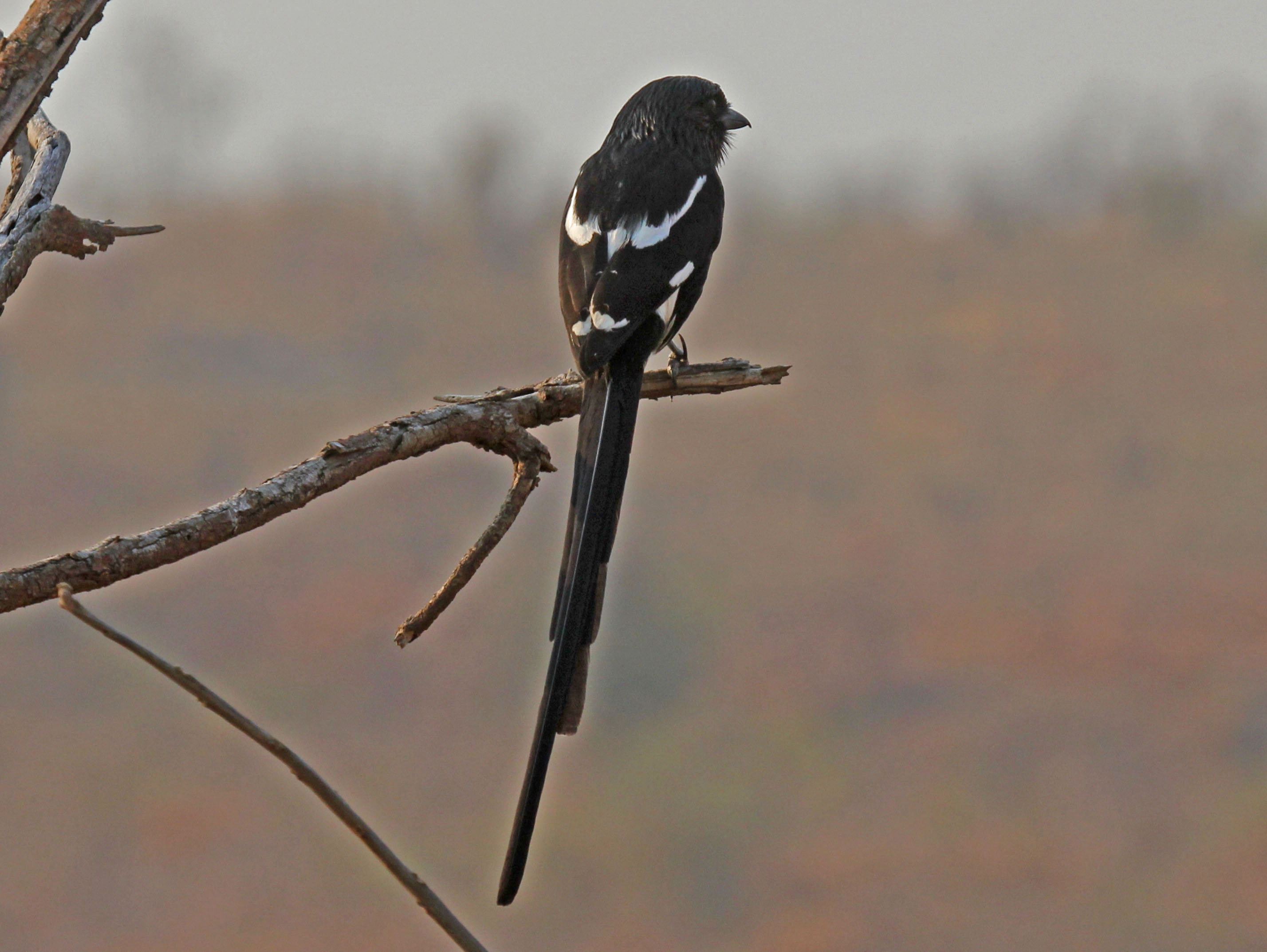
Skattörnskatan har den längsta stjärten av alla törnskator.

## Utbredning och systematik
Skattörnskata delas in i tre underarter med följande utbredning:
- aequatorialis – östra Afrika norr om Zambesifloden norrut till Kenya
- expressa – sydöstra Zimbabwe till nordöstra Sydafrika (Mpumalanga och nordöstra KwaZulu-Natal), östra Swaziland och södra Moçambique
- melanoleuca (inklusive angolensis[5]) – Afrika söder om Zambesifloden till östra Angola och nordcentrala Sydafrika

### Släktestillhörighet
Skattörnskata placerades tidigare ofta som enda art i släktet Urolestes. Den inkluderas dock allt oftare i Lanius efter genetiska studier som visar att den är inbäddad i det släktet, bland annat av tongivande Clements et al. Denna linje följs här.

## Levnadssätt
Skattörnskatan hittas på torr savann och i oasskogar, bland annat palmlundar. Födan består mestadels av leddjur, bland annat termiter, myror, gräshoppor och bönsyrsor. Häckningssäsongen sammanfaller huvudsakligen med regnperioden.

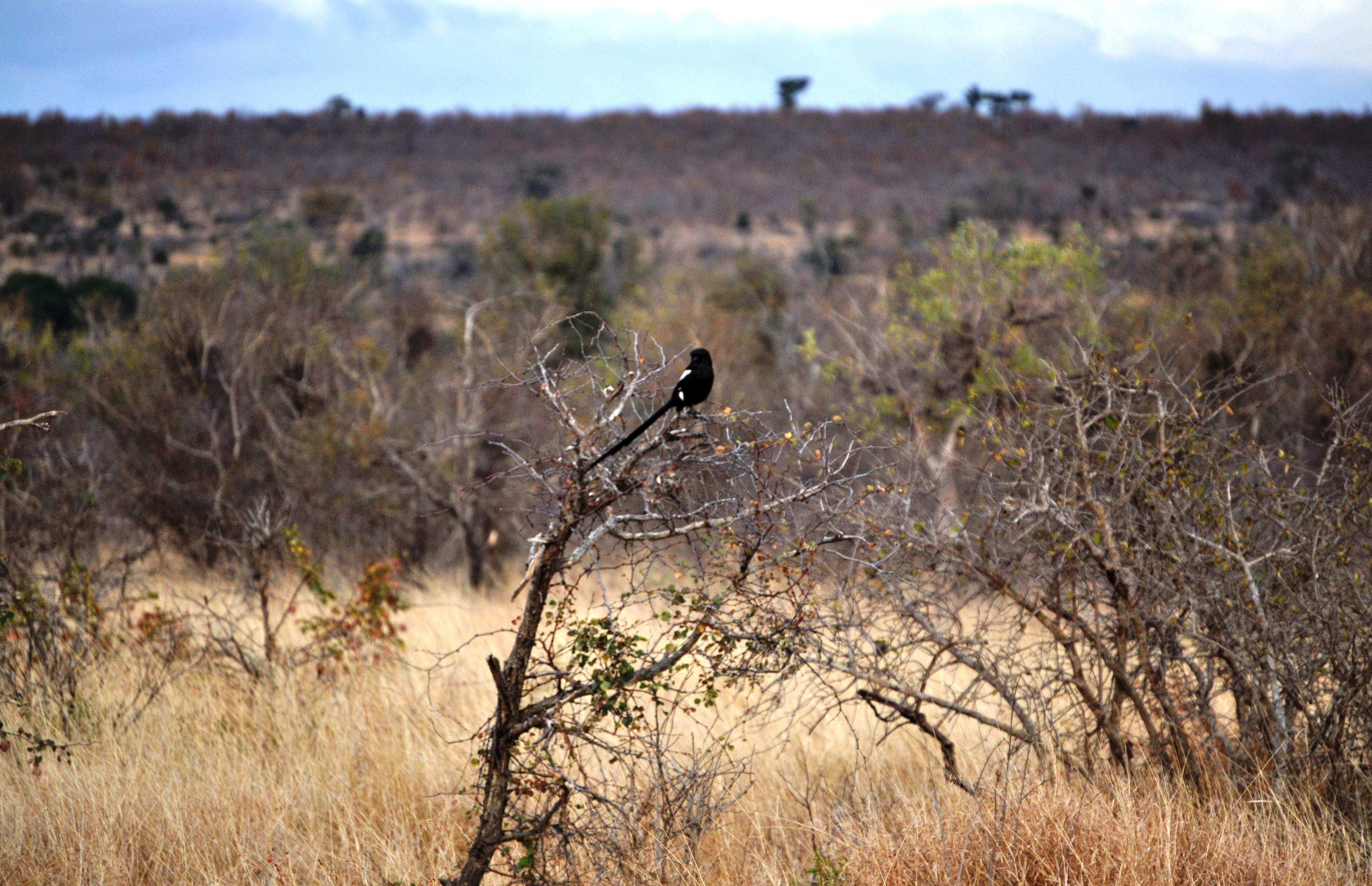
Skattörnskata i Kruger nationalpark i Sydafrika.

## Status och hot
Arten har ett stort utbredningsområde och en stor population, men tros minska i antal, troligen till följd av habitatförstörelse. Den minskar dock inte tillräckligt kraftigt för att den ska betraktas som hotad. Internationella naturvårdsunionen IUCN kategoriserar därför arten som livskraftig (LC). Världspopulationen har inte uppskattats men den beskrivs som ovanlig till lokalt vanlig.